# محطة يوستن

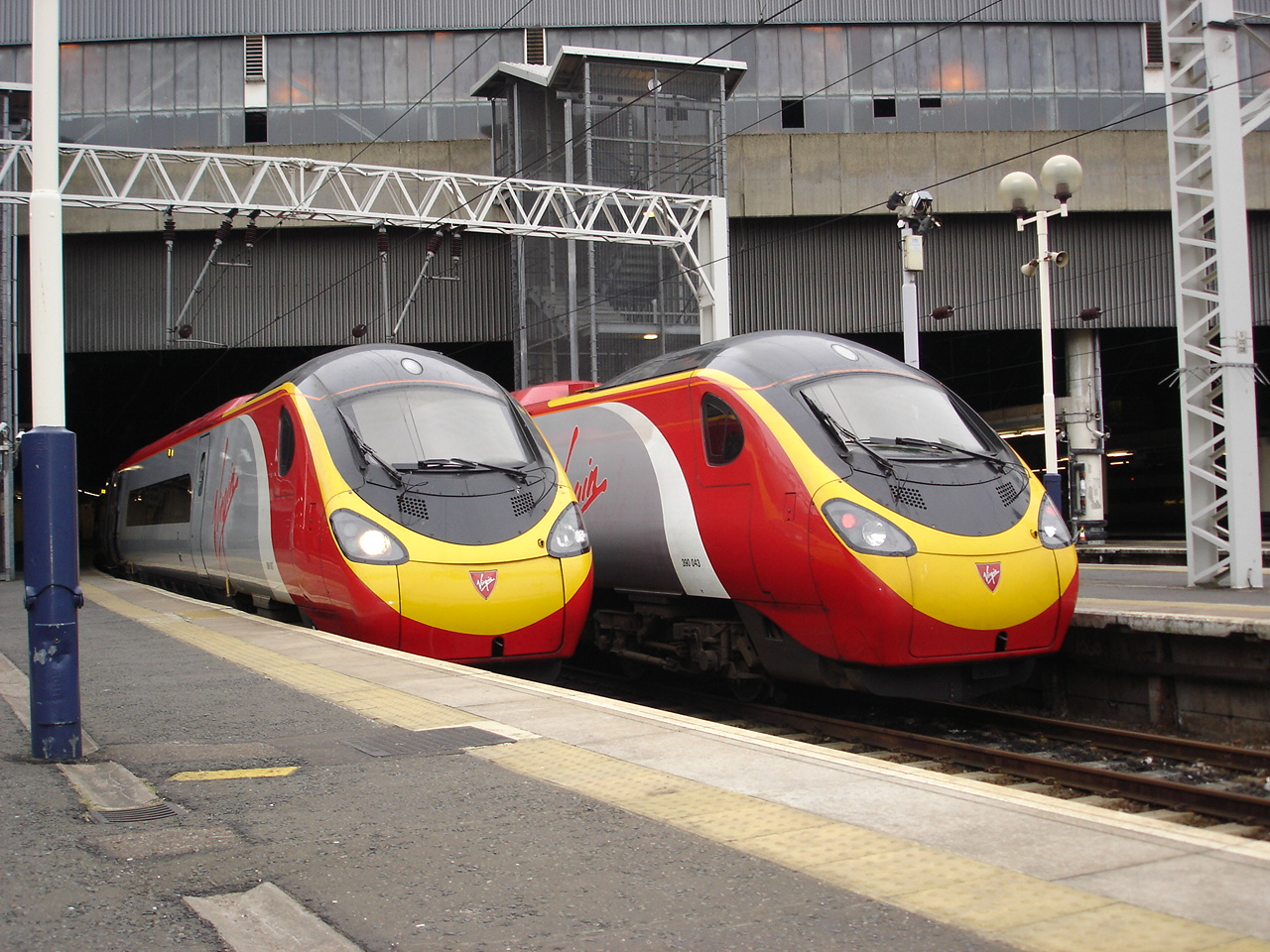
قاطرات فرجن من طراز 390 في منصات يوستن.

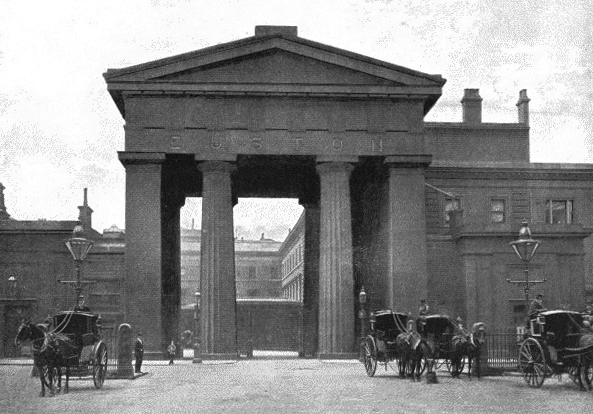
قوس يوستن - 1896 م.

محطة يوستن هي من محطات القطار الريئسية في لندن.
وهي المحطة الجنوبية الأخيرة على السكة التي تتجه شمالا إلى برمنغم ومانشستر ولفربول واسكتلندا.
قام بتصميم مبنى المحطة الأصلية فيليب هاردويك. وظهرت الحاجة إلى تجديد المحطة في خمسينات القرن الماضي، وضمن هذه التجديدات تم هدم قوس محطة يوستن.

## معرض صور

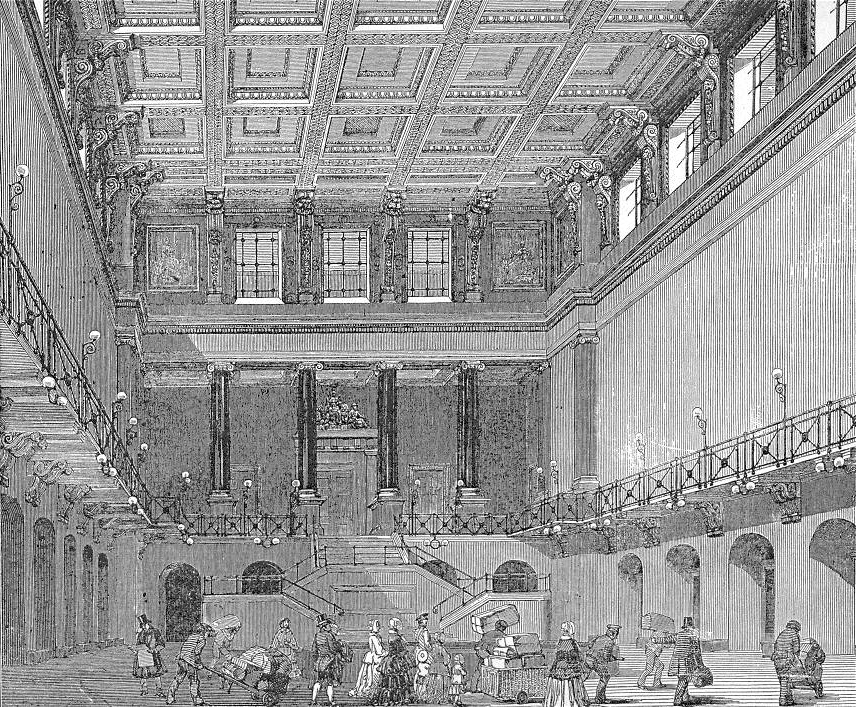
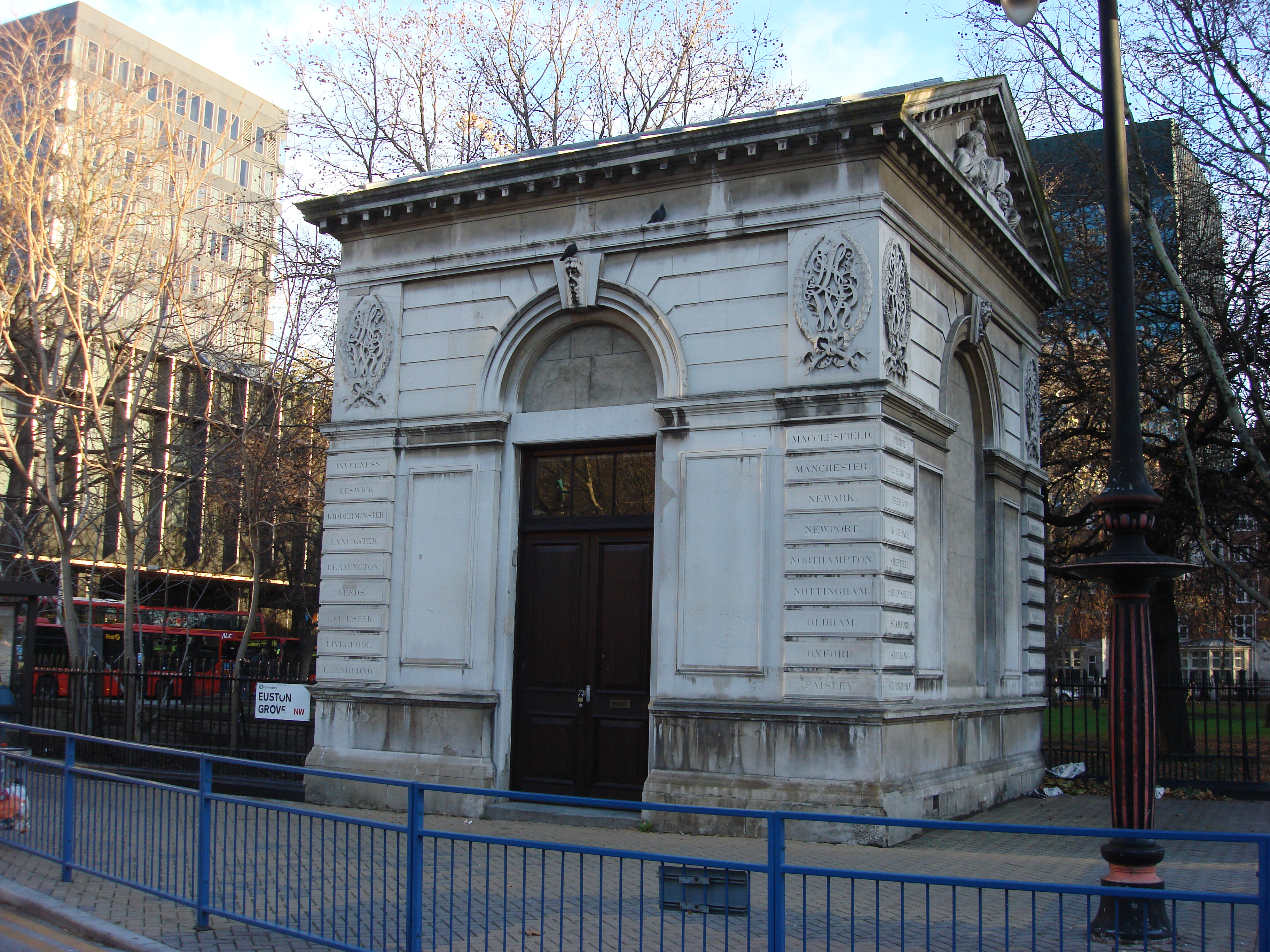
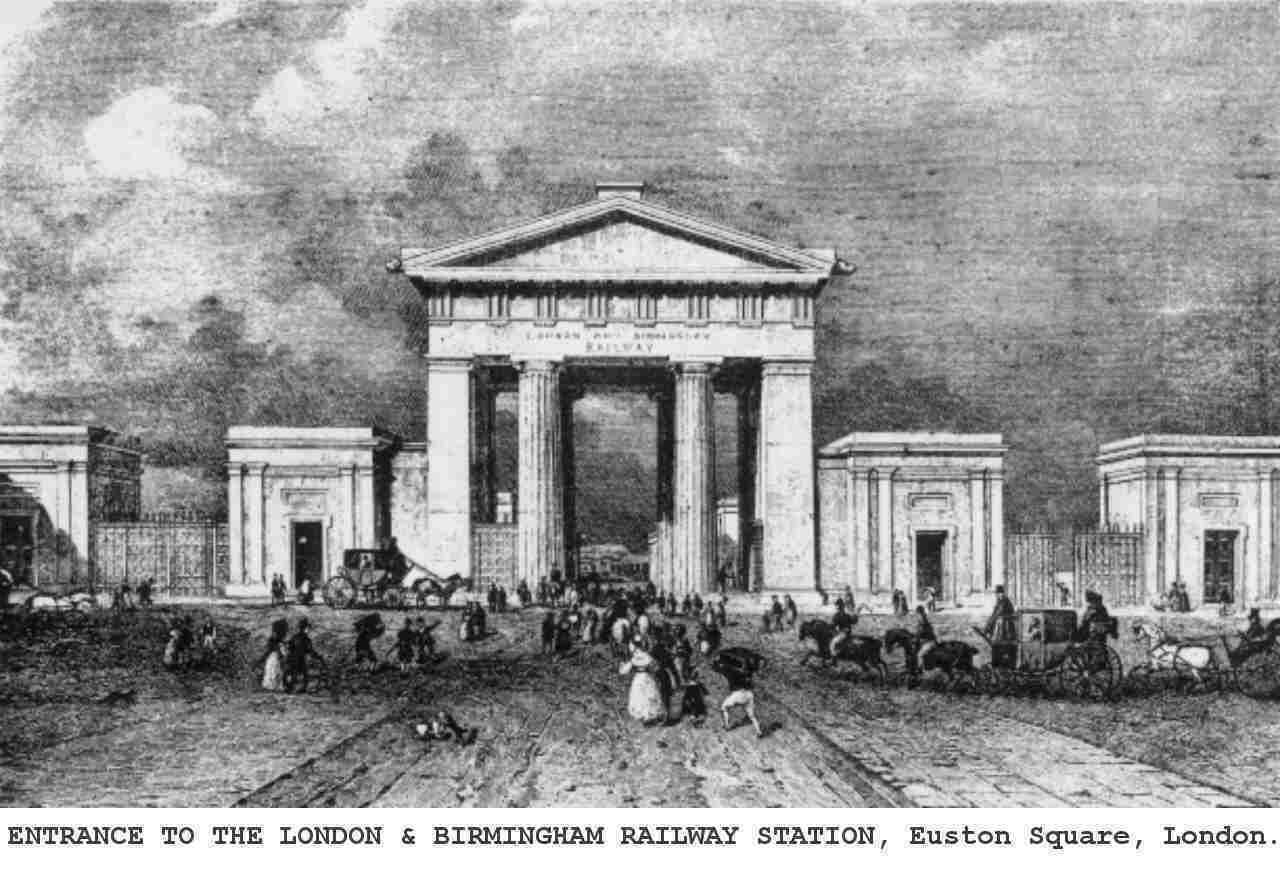
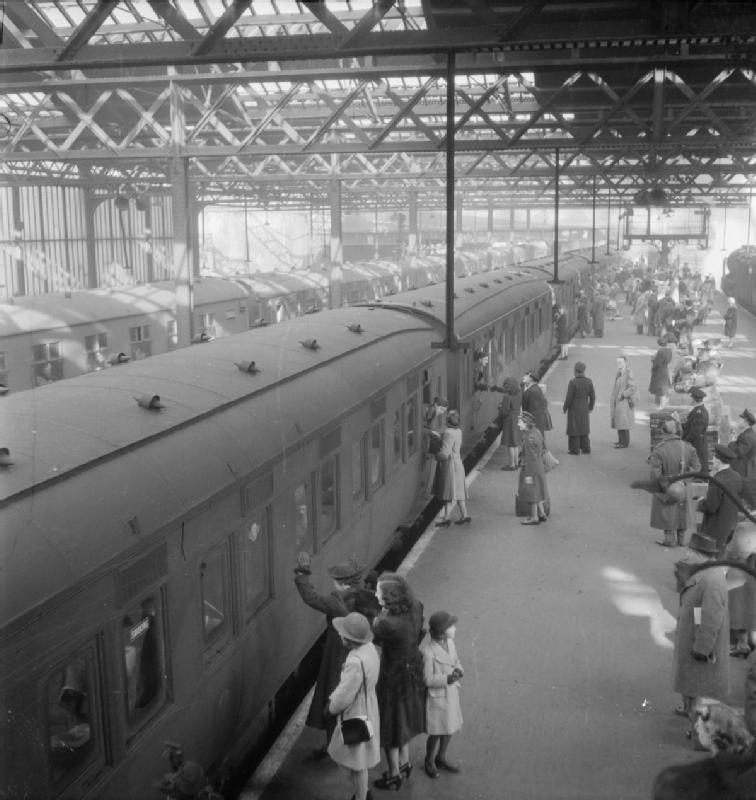
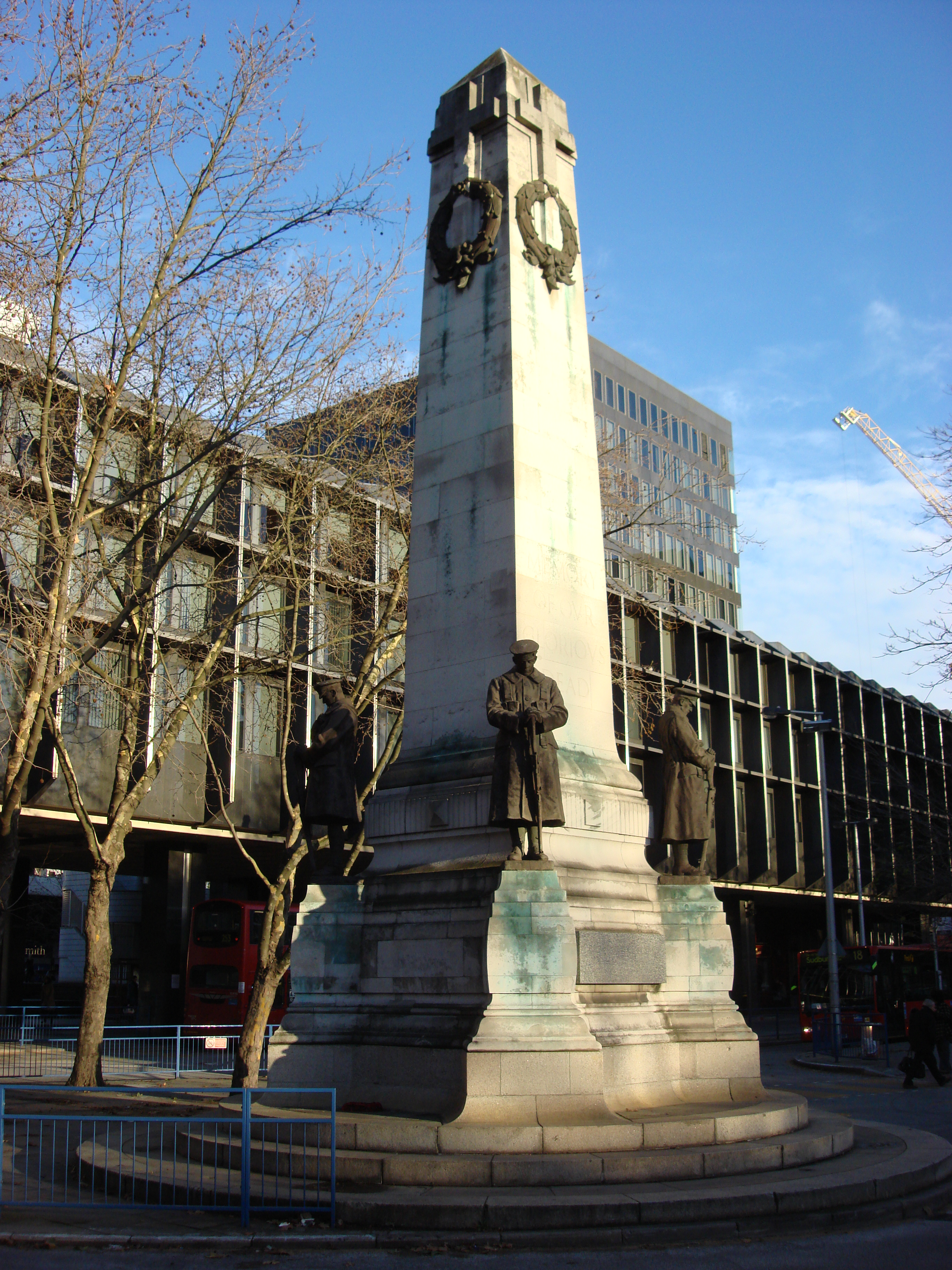

## أعلام
- ماثيو فليندرز